# Lars Levi Læstadius
Lars Levi Læstadius, född 10 januari 1800 i Jäckvik i Arjeplogs socken, död 21 februari 1861 i Pajala socken i Norrbotten, var en svensk präst.
Læstadius blev ledare för den inomkyrkliga väckelse som efter honom kallas för læstadianismen. Han var också en framstående botaniker, författare till flera böcker och skrifter samt kraftfull förespråkare för helnykterism. 
Han gifte sig med Brita Catarina (Kajsa) Alstadius den 1 april 1827. De fick 15 barn, varav tolv nådde vuxen ålder. Han var bror till prästen Petrus Læstadius och farfars far till teaterchefen och dramatikern Lars-Levi Læstadius.

## Familjeförhållanden

### Faderns yrke och första äktenskap
Lars Levi Læstadius' far, Carl Læstadius (1746−1832), var ättling till tre generationer av präster i Arjeplog, och hade avlägset samiskt påbrå. Sedan Carls far avlidit 1755 fanns emellertid inte pengar i familjen till att bekosta några högre studier för Carl, som istället sattes i guldsmedslära i Piteå. Han utövade sedan detta yrke i Stockholm, och bedrev samtidigt studier i mineralogi och bergsmekanik.  I Stockholm träffade han också sin första hustru, Brita Ljung (1746–1798). Tillsammans med henne flyttade han 1772 upp till sina hemtrakter för att tillträda tjänsten som bergsfogde vid Nasafjälls silververk.
Med Brita fick Carl Læstadius fyra barn, varav två levde till vuxen ålder, Carl Eric (1775–1817) och Johan (1777–1828).
Nasafjälls silververk brottades med svåra problem under slutet av 1700-talet, och Carl Læstadius fick så småningom lämna sin tjänst som bergsfogde.

### Faderns andra äktenskap

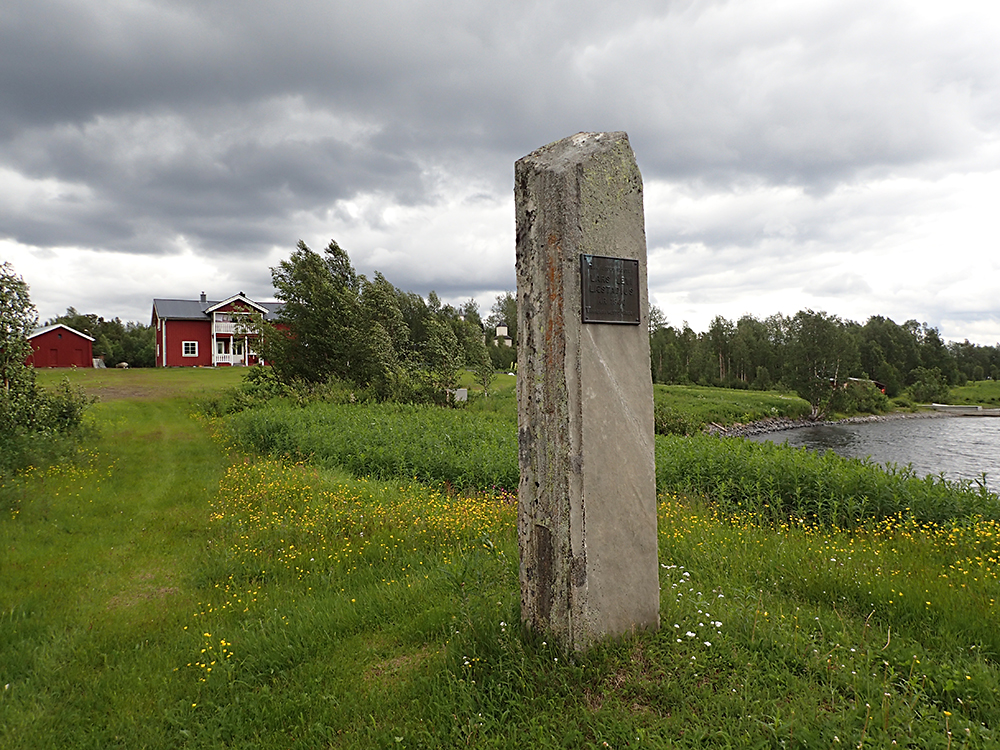
Minnessten på platsen för det nybygge i Jäkkvik där Lars Levi föddes 1800.

Sedan hustrun Brita avlidit gifte Carl Læstadius 1799 om sig med änkan Anna Magdalena Johansdotter (1759–1824) från Kurrokvejk, ett av Nasafjällsbolagets nybyggen i Arjeplog. Hon var född i Nedre Gautsträsk (Örnäs) strax norr om Sorsele och hennes mor var född Læstander, en annan gren av släkten Læstadius, och tremänning till Carl, även hon med avlägset samiskt påbrå. Det nygifta paret övertog en gård i Jäkkvik, ett annat av Nasafjällsbolagets nybyggen som låg öde. I detta nybygge, som låg alldeles intill det nuvarande Jäkkviks kapell, föddes Lars Levi Læstadius år 1800. Petrus Læstadius har beskrivit platsen som ”ett rysligt ställe”, ödsligt beläget, svåruppodlat och fruktansvärt plågat av mygg. Fadern var borta stora delar av vintern, sysselsatt med att till kusten föra ned de få produkter man kunde avvara och byta till sig salt, spannmål och annan nödtorft. Enligt Petrus Læstadius gjorde fadern sig inte så ”brått om att skiljas från de gästfria sällskapskretsarna i Västerbotten; han hade intet Eden att skynda till”. Det innebar att hans hustru långa perioder fick sitta ensam med de små barnen i den lilla stugan.
Situationen blev snart ohållbar. Vintern 1801–1802 tillbringade familjen hos en nybyggare i Buokt, en mil från Arjeplogs kyrkplats, och här föddes sonen Petrus i februari 1802. Därefter slog sig familjen ned inne i Arjeplog och försörjde sig på att fiska, koka lim på renhorn och sköta två kor samt några getter och får. Enligt Petrus Læstadius var familjen den ringaste och mest föraktade i hela socknen, trots att fattigdom där var det normala tillståndet. Hemmet var dessutom disharmoniskt. Lars Levi Læstadius skildrade senare sin far som en man med hetsigt temperament som ”utmärkte sig för glättighet, kvicka upptåg och infall”, men som hade ett riktigt dåligt ölsinne. Modern var i stället melankolisk och ängslig och fällde många tårar över situationen i hemmet.
Föräldrarna var dock mycket måna om att ge sina barn en grundläggande skolning, vilket skedde i hemmet. Redan tidigt kunde barnen läsa och nödtorftigt redogöra för kristendomens grunder.

### Flytten till Kvikkjokk
Medan Carl Læstadius fortfarande varit bergsfogde hade han kunnat bekosta sin äldste sons, Carl Eriks, studier vid trivialskolan i Piteå. När familjen sedan råkade på obestånd fick denne klara sig själv, men han lyckades ändå genomgå Härnösands gymnasium och skrevs in som student vid Uppsala universitet 1795. Efter att ha prästvigts 1803 blev Carl Erik Læstadius komminister i Kvikkjokk 1806 och gifte sig samma år. År 1808 hämtade han dit sin far och styvmor samt halvbröderna Lars Levi (åtta år gammal) och Petrus (sex år gammal), som därmed fick mer ordnade hemförhållanden.
Carl Erik Læstadius blev inte bara brödernas försörjare, utan också deras husfader och lärare. Han var en god botanist och tog barnen med sig i skog och mark för att undervisa dem om flora och fauna. Han lärde dem även latin och grekiska. Därutöver fick de öva sig i vedhuggning, åkerbruk, fiske, höbärgning och alla andra sysslor som behövde utföras på en lappmarksgård.

## Studier
År 1816 lämnade Lars Levi och Petrus tillsammans Kvikkjokk för att inleda studier vid Härnösands gymnasium. Efter studentexamen begav de sig till Uppsala universitet 1820 för att studera teologi. Lars Levi var samtidigt mycket intresserad av botanik och bevistade regelbundet Göran Wahlenbergs föreläsningar. Under studietiden gjorde han flera botaniska resor i såväl norra som södra Sverige. Emellanåt bodde han hemma hos föräldrarna, som flyttat tillbaka till Arjeplog efter Carl Erik Læstadius död, och hjälpte dem med praktiska göromål, bland annat anlade han ett litet potatisland som gav god avkastning.
Den 19 februari 1825 tog båda bröderna prästexamen inför Härnösands domkapitel, och dagen därpå prästvigdes de i Härnösands domkyrka. Därefter skildes deras vägar.

## Prästen

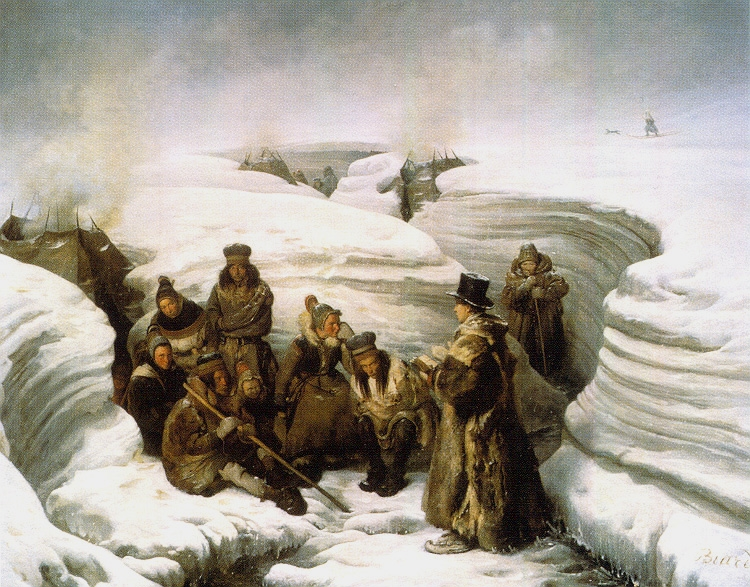
Lars Levi Læstadius predikar för samerna på en målning av fransmannen François-Auguste Biard, som sammanträffade med Læstadius i samband med Rechercheexpeditionen.

Lars Levi Læstadius inledde sin prästbana som vice pastor i födelsesocknen Arjeplog. Därefter var han under ett år missionär bland samerna i Pite lappmark. Utan att i förväg tillfråga den unge prästen insände biskop Erik Abraham Almquist en ansökan i dennes namn till den lediga kyrkoherdetjänsten i Karesuando. Læstadius fick tjänsten och tillträdde den 1 maj 1826.

### Tillståndet i Karesuando
Olika författare har givit ganska olika skildringar av vad som mötte Lars Levi Læstadius när han kom till Karesuando. Tidigare författare har som regel målat upp en mycket mörk bild. Exempelvis har Per Boreman kallat orten för ”en ödemark ej blott i geofysisk bemärkelse utan även andlig” och hävdat att där rådde ”religiös likgiltighet, moralisk och sedlig slapphet, okunnighet, dryckenskap, osämja, slagsmål, vidskepelse, svordomar osv.” Denna beskrivning mildras avsevärt i Bengt Larssons Læstadiusbiografi från 2004. Han citerar rapporter från församlingen från 1820- och 1830-talet, vilka omtalar att församlingsborna deltog flitigt i gudstjänsterna och att Læstadius själv inte hade något att anmärka på husförhören. Vad gäller nykterheten så skrev Læstadius i en rapport till konsistoriet 1836: ”Lapska allmogen kan i allmänhet anses mera hyfsad, och fyllerilasten mindre allmän här, än i andra lappmarksförsamlingar.” Bengt Larsson menar att tidigare författare åberopat negativa beskrivningar från bland annat Jokkmokk, Jukkasjärvi och Pite lappmark och extrapolerat dessa till att även gälla Karesuando.

### Språkliga förhållanden
Læstadius modersmål var svenska. Under sin barndom hade han dock lärt sig samiska, i synnerhet den lulesamiska som talades i Kvikkjokk. Väl på plats i Karesuando lärde han sig snart behärska den lokala varianten av nordsamiska, i såväl tal som skrift. Han förstod också att han var tvungen att lära sig finska, som var det andra stora språket i Karesuando. Læstadius skaffade sig en lärobok i finska, men insåg snart att den tornedalsfinska som talades i trakten skilde sig mycket från standardfinskan. Han övergick därför till att lära sig språket genom att gå runt i gårdarna och anteckna ord och fraser. Han ordnade också samtalsaftnar i andliga ämnen, där han själv försökte uttrycka sig på finska och inbjöd församlingsborna att rätta honom. Så lärde han sig tala språket som folket självt talade det. Standardfinska lärde han sig däremot aldrig.
Han predikade för det mesta på finska eftersom det var det största språket, men även svenska och samiska predikokoncept i original finns bevarade.
Læstadius utformade själv ett samiskt skriftspråk som ibland har kallats för det nordlapska bokspråket (ej att förväxla med nordsamiska) eller kåtalapska. Det skilde sig från det sydlapska bokspråket som tagits fram av lappmarkspräster vid mitten av 1700-talet för att kunna användas som skriftspråk över hela det samiska området, men som inte riktigt fungerade längst i norr. I Læstadius samiska skriftspråk används samma stavning som i det sydlapska bokspråket, men ordförrådet och formläran är huvudsakligen hämtade från lulesamiskan, den samiska som Læstadius lärt sig under sin uppväxt i Kvikkjokk. Under den senare delen av 1800-talet utgavs ytterligare några skrifter på Læstadius skriftspråk.

### En tid av grubblerier
Læstadius företrädare, Zacharias Grape, hade varit en mycket omtyckt församlingspräst. Men Læstadius var inte imponerad av resultatet: ”Man prisade prosten Grapes predikningar, men ingen väckelse, ingen oro, intet andligt bekymmer följde därpå.” Själv tyckte han sig inte heller riktigt nå fram till församlingsborna och uppnå varaktiga resultat. Han skrev senare: ”Jag såg även att det stod illa till med församlingen, men de medel, som skulle verka för en sinnesförändring hos den, var ännu för mig förborgade.”
Under tiden i Karesuando drabbades Lars Levi Læstadius av flera svåra prövningar. År 1833 blev han svårt sjuk. Han tillfrisknade, men började ändå grubbla över både det jordiska livet och det himmelska. Sex år senare avled hans treårige son Levi i mässling. Hösten 1841 insjuknade Læstadius ännu en gång, nu i något som han trodde var lungsot. Brodern Petrus hade dött i en ”lungblödning” i augusti samma år, och Lars Levi greps nu både av en stark dödsfruktan och en längtan efter den egna själens frälsning. I början av 1842 tillfrisknade han, men grubblerierna fanns kvar.
Sveriges nordligaste bosättning, Kummavuopio, tillkom som nybygge på Læstadius initiativ när han 1842 led av vacklande hälsa och trodde att han inte skulle leva länge till. Nybygget skulle bli familjens försörjning. Hemmanet avstyckades, men då Læstadius tillfrisknade skänktes det till Pekka Raattamaa.

### Mötet med Maria

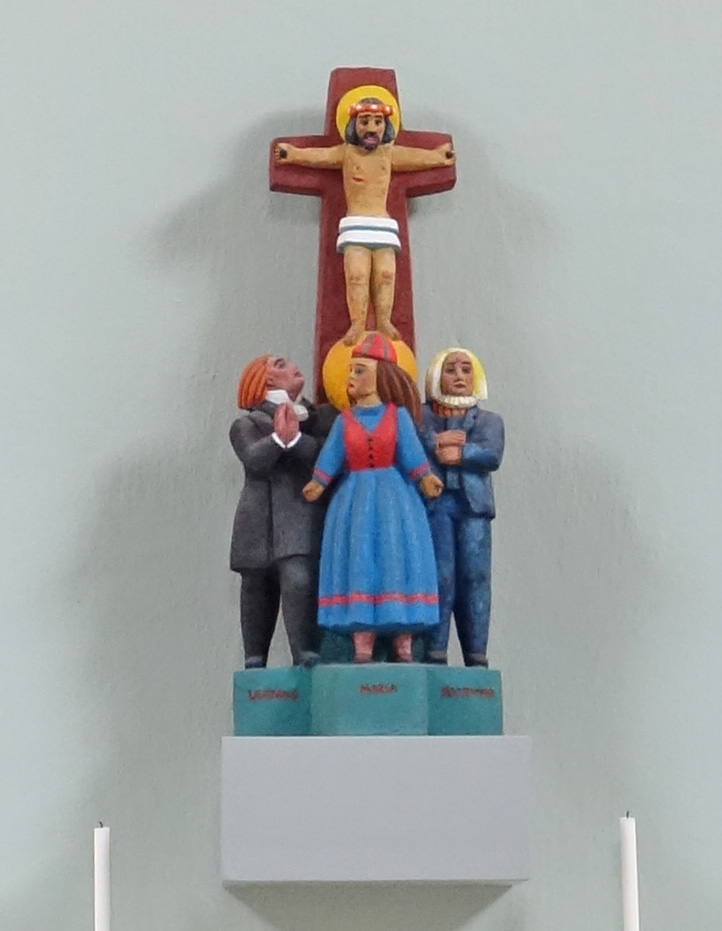
Læstadius tillsammans med inspiratören Maria och efterträdaren Johan Raattamaa på altartavlan i Karesuando kyrka.

Sedan Lars Levi Læstadius blivit frisk började han studera för pastoralexamen, vilket var ett villkor för att få anställning som kyrkoherde utanför lappmarkerna. Han avlade denna examen i oktober 1843, och blev kort därefter utnämnd till generalvisitator för skolor och församlingar inom lappmarkerna. Ett par månader senare inledde han denna verksamhet. När han kom till Åsele i början av januari 1844 inträffade en händelse som fick en avgörande betydelse för den sökande och grubblande Læstadius. Han träffade några läsare som var påverkade av den så kallade brandellska väckelsen.
Bland dem fanns en ung samisk kvinna som brukar kallas för Maria, men som egentligen hette Milla Andersson-Clementsdotter och var från Föllinge. Hon kom fram och talade med Læstadius efter den gudstjänst som inledde visitationen. Det var ett möte som han senare skulle skildra på följande sätt: ”Denna enfaldiga flicka hade erfarenheter i nådens ordning, som jag aldrig hört förut. Hon hade vandrat långa vägar för att söka ljus i mörkret och under sina vandringar slutligen kommit till pastor Brandell i Nora. När hon för honom öppnade sitt hjärta, så löste han tvivlet, och hon kom genom honom till den levande tron. (…) Och nu först, tänkte jag, nu ser jag vägen, som leder till livet.”

### Den læstadianska väckelsen tar fart

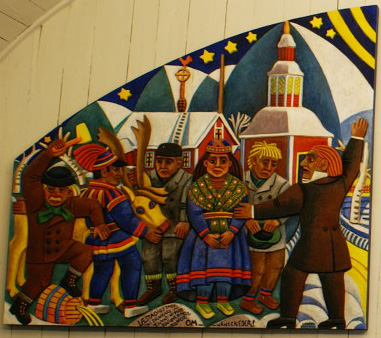
På den vänstra delen av Bror Hjorths altartavla i Jukkasjärvi kyrka ser man Lars Levi Læstadius hålla en av sina mustiga predikningar: "Ni drinkare och tjuvar. Ni horkarlar och horkonor omvänden Eder!" Framför honom står två ångerfulla åhörare. Till vänster slår en man sönder en brännvinskagge, medan en annan återlämnar en stulen ren.

Efter mötet med Maria började Læstadius arbeta på ett nytt sätt för att nå fram till sina församlingsbor. Han började använda ett grövre språk och målade bilder med starka färger. Han skildrade syndens förbannelse och helvetets fasor på ett sätt som gjorde starkt intryck på åhörarna. Snart började folk strömma till för att höra Læstadius predikningar. Den læstadianska väckelsen inleddes på allvar vårvintern 1846.
En viktig del i väckelsen blev kampen mot rusdryckerna. Lars Levi Læstadius hade alltid hyst en stark motvilja mot berusade personer, vilket kanske grundade sig på erfarenheter av hur alkoholen påverkat hans far. Under hela sin tid i Karesuando hade Læstadius också kämpat mot ”brännvinsdraken”. Hans argument hade emellertid främst varit av jordisk natur, att alkoholen ledde till fattigdom, konflikter med mera. I och med Læstadius egen väckelse kom han också till insikt om att ”alkoholens orena ande bedrövar den Helige Ande, där denna senare börjat sitt verk i människohjärtat”. Kampen mot rusdryckerna fick därmed sin givna plats i Læstadius färgstarka predikningar, där alkoholen gärna kallades för djävulsträck. Absolut nykterhet var enligt Læstadius det enda rätta för en verklig kristen.

### Læstadius språkbruk
Lars Levi Læstadius utvecklade ett särskilt språkbruk under väckelsen. "Säkra" eller "sorglösa" människor var sådana som inte kommit till tro men vars samvete ännu sov. "Ärliga tjuvar", "nyktra fyllhundar" och "dygdiga skökor" var människor som utövade respektive synd men som gjorde det på ett sådant sätt att de sågs som hederliga, nyktra och anständiga av sin omgivning. Att "skälla" var att predika Guds lag för att väcka syndare till bättring. "Nådevalpar" var nyomvända. "Benådade kristna" var sådana som funnit Guds rike och hans rättfärdighet och som nu levde av denna tro.

### Lekmannapredikanterna
Redan tidigt under den læstadianska väckelsen förstod Lars Levi Læstadius att han behövde hjälp för att nå ut i hela sin vidsträckta församling, och helst även grannförsamlingarna. Denna hjälp skulle han kunna få genom att skicka ut redan omvända för att hålla sammankomster. Till att börja med utnyttjade han sin kateket Johan Raattamaa, som tidigt gripits av väckelsen. Snart blev också den äldre brodern Per (Pekka) Raattamaa en betydelsefull medarbetare. Som utgångspunkt vid sammankomsterna användes något av Lars Levi Læstadius predikokoncept – enligt konventikelplakatet (som gällde fram till 1858) var det inte tillåtet för andra än präster att predika, men det gick bra att läsa upp predikningar som skrivits av en präst. Ur detta utvecklades den för læstadianismen så typiska lekmannapredikan.

### Læstadius i Pajala

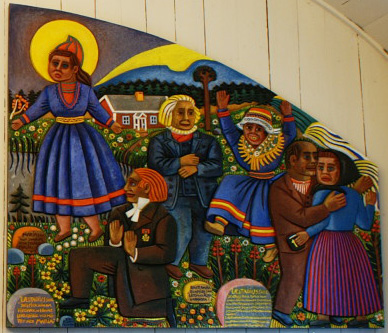
På den högra delen av altartavlan i Jukkasjärvi ses Maria, Lars Levi Læstadius inspiratör, som fått midnattssolen till gloria. Læstadius själv böjer knä bland sina blommor. Ovanför honom står hans efterträdare, Johan Raattamaa. En samisk kvinna tar ett extatiskt glädjehopp, gripen av "liikutuksia", medan ett par utför den læstadianska fridshälsningen.

År 1842 bestämdes att Pajala kapellförsamling skulle bli eget pastorat. När den nyinrättade kyrkoherdetjänsten utlystes 1848 sökte Lars Levi Læstadius den och fick den också. Han blev därmed Pajala pastorats förste kyrkoherde och tillträdde tjänsten i mars 1849. Där mötte nya utmaningar. I befolkningen fanns ett större inslag av självägande bönder som inte var så benägna att låta sig ryckas med av färgstarka och grovkorniga predikningar, och flera krögare som levde på att sälja brännvin. Bruksägarna i Kengis var också negativt inställda till Læstadius, eftersom brännvinet för dem var ett viktigt medel för att locka samerna att utföra malmtransporter. De första fem åren i Pajala kom att präglas av bittra strider mellan Læstadius och en del av hans församlingsbor. Bland annat anmäldes han till domkapitlet för att ha vägrat en kvinna skriftermål och kyrktagning efter lönskaläge. Det hela slutade med att Læstadius 1851 fick en varning av domkapitlet.
Ett par år senare ingavs en ny anmälan till domkapitlet, nu med klagomål över att de nyväckta ”tillåtits att med utstötande av skrik och rop liknande djursläten och även med dans parvis vid altaren och i gången störa gudstjänstens högtidlighet och förhindra åhörandet av predikan”. Anmälarna klagade också på att Lars Levi Læstadius ”i predikningar och samtal ofta begagnar de smutsigaste, den naturliga blygsamheten sårande talesätt” . Denna anmälan ledde dock inte till några andra åtgärder från domkapitlets sida än att biskop Israel Bergman skulle hålla en visitation i Pajala.

### Dramat i Kautokeino
Vintern 1847 sände Lars Levi Læstadius några lekmän till Kautokeino för att predika för samerna på deras eget språk. En väckelserörelse uppstod, och i maj 1849 skrev Læstadius att ”lapparna med få undantag upphört med dryckenskap och rentjuveri”. Några av de nyväckta kom att bilda en egen grupp under ledning av den unge samen Aslak Jacobsen Hætta. De hävdade att den troende människan inte behövde lyda prästerna eller annan överhet, eftersom hon styrdes av en helig ande. Aslak Jacobsen Hætta var en av ledarna för de så kallade Kautokeinooroligheterna den 7 november 1852, då länsmannen Lars Johan Bucht och handlanden Carl Johan Ruth dödades och prästen Fredrik Waldemar Hvoslef blev misshandlad.
Händelserna i Kautokeino ledde till en storm av beskyllningar mot Lars Levi Læstadius. Exempelvis ville biskopen i Tromsø, Daniel Bremer Juell, göra honom ansvarig för vad som hänt. Det kunde dock inte visas att Læstadius någonsin skulle ha uppmanat till våldsamheter mot den rådande samhällsordningen. Inte desto mindre tillfogade dessa anklagelser Læstadius hans livs bittraste sorg.

### Læstadius död

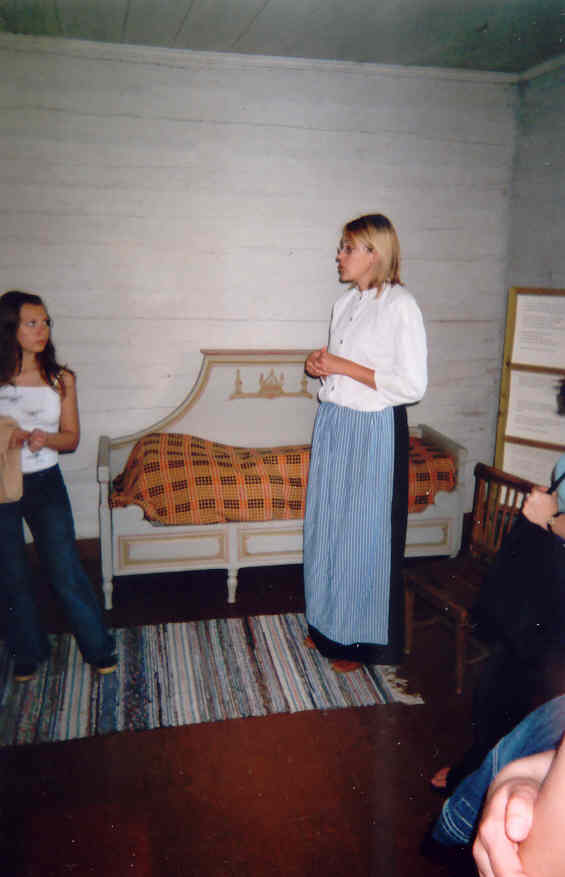
Guidning av en grupp från Uleåborgs universitet i Læstadiuspörtet i Pajala.

Lars Levi Læstadius avled i magcancer den 21 februari 1861 i sitt arbetsrum i Pajala prästgårds sidobyggnad, det så kallade Læstadiuspörtet. Den självskrivne talesmannen och ledaren för Læstadius lärjungar blev Johan Raattamaa. På kyrkoherdetjänsten i Pajala efterträddes han 1863 av sin svärson Per Lorens Stenborg.

## Naturalhistorikern

### Resor under studietiden
Lars Levi Læstadius blev tidigt intresserad av botanik. Under gymnasieåren samlade han systematiskt växter framför allt i lappmarkerna men även i Norge. Hans mentor var botanisten Gunnar Backman, rektor vid Frösö trivialskola. Under dessa tidiga resor blev Læstadius först om att notera arter som sengröe och femfingerört i Lappland, och hans fynd av lappkattfot var det första i Skandinavien. Efter ankomsten till Uppsala lärde han känna tidens stora botanister som Göran Wahlenberg, Samuel Niclas Casström och Carl Johan Hartman, och han skänkte en hel samling av pressade växter från Lappland till Kungliga Vetenskapsakademien.
Tack vare sina tidigare meriter beviljades Læstadius 1821 medel för en studieresa genom Lule lappmark. Resultaten redovisades i en uppsats i Vetenskapsakademiens handlingar 1822. Återigen hade han hittat arter som var nya för Lappland eller till och med för Sverige. I uppsatsen redogjorde han också för många iakttagelser av geografisk och ekonomisk natur. Han berättade om jordbrukets lönsamhet i Kvikkjokk, redovisade siffror för kallkällors temperatur och propagerade för myrdikning.
Vid sidan av sina teologiska studier närvarade Læstadius under 1822 och 1823 regelbundet vid Göran Wahlenbergs föreläsningar, och deltog också i botaniska exkursioner. Sommaren 1822 reste Læstadius och Wahlenberg tillsammans till Skåne för att teckna av växter för verket Svensk Botanik. År 1824 fick Læstadius återigen medel av Vetenskapsakademien för en studieresa, som denna gång gick genom södra Lappland, Ångermanland och Medelpad. Samma år publicerade han också sin första skrift, med titeln Om möjligheten och fördelen af allmänna uppodlingar i Lappmarken.

### Botanist i ett vidsträckt pastorat

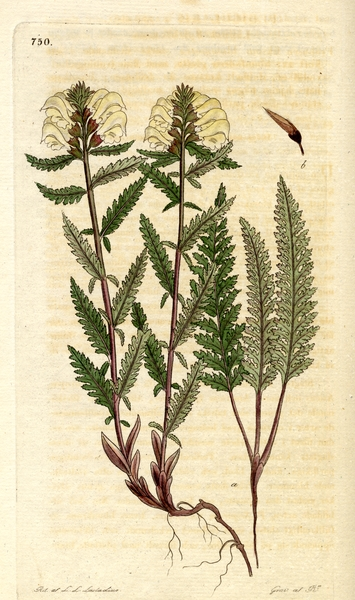
Lappspira, tecknad av Lars Levi Læstadius för verket Svensk Botanik.

Sedan Lars Levi Læstadius tillträtt tjänsten som kyrkoherde i Karesuando och bildat familj hade han inte längre möjlighet att resa runt i Skandinavien. Hans pastorat var emellertid vidsträckt, och besöken hos församlingsmedlemmarna kunde med fördel kombineras med biologiska studier. Själavården kunde till och med motivera resor till Norge, eftersom Karesuandosamerna tillbringade sina somrar vid Atlantkusten. Læstadius förblev själv måttligt intresserad av annat än botanik, men han insamlade systematiskt allt möjligt biologiskt material – hela växter, rötter, frön, mossor, insekter, fåglar och smådäggdjur – som sedan såldes till olika samlare. Hemma i Karesuando gjordes dagligen noggranna mätningar av temperatur och lufttryck för Vetenskapsakademiens räkning. Även hans hustru Brita Katarina engagerades i såväl de meteorologiska observationerna som insamlingsarbetet, bland annat genom att fånga och flå sorkar för vidare befordran till zoologen Carl J. Sundevall.
Under sin första tid i Karesuando arbetade Læstadius också på en vetenskaplig avhandling, som låg färdig 1831 men som inte blev publicerad förrän 1839. Den hade titeln Loca parallella plantarum (Växtplatsernas parallellitet). I avhandlingen behandlade han olika miljöfaktorers inverkan på växterna. Læstadius menade att många botanister var alldeles för glada i att beskriva nya arter för att själva få berömmelse, trots att många av dessa arter i själva verket var varieteter, uppkomna genom miljöns påverkan. I avhandlingen diskuterade Læstadius också vegetationens indelning i olika zoner från havet upp till kalfjället.

### Rechercheexpeditionen
Under åren 1838–1839 engagerades Lars Levi Læstadius i den franska Rechercheexpeditionen som leddes av Joseph Paul Gaimard. År 1838 fungerade Læstadius som kunnig guide för de forskare som landvägen skulle färdas från Nordnorge över till Karesuando och vidare ned genom Sverige. Året därpå fick forskarna – som nu åtföljdes av konstnärer – engagera en annan guide, men de inkvarterades hos Læstadius i Karesuando. I samband med detta besök gjorde Charles Giraud den teckning av Læstadius som i form av Lasalles litografi blivit det mest spridda porträttet av denne. Efter expeditionens avslutande stod Læstadius fortlöpande i kontakt med fransmännen och skickade dem mängder av lappländska växter. Eftersom expeditionens medlemmar hade fått klart för sig att Læstadius också hade stora kunskaper om samisk mytologi bad de honom att skriva samman ett arbete i detta ämne. Det blev Fragmenter i lappska mythologien, ett verk som emellertid inte publicerades i expeditionens samlingsverk utan blev kvar i Gaimards privata arkiv. Först 1959 gavs det ut på svenska av Harald Grundström. Inte heller trycktes den lilla uppsats om Karesuandos djurliv, som Læstadius bidrog med. I ett av de band som behandlar expeditionens meteorologiska forskningsresultat finns dock ett bidrag från Læstadius, rörande hans väderleksobservationer från Karesuando från åren 1830–1838. Læstadius dekorerades med den franska hederslegionen för sina insatser i samband med expeditionen.

### Skrivbordsbotanisten
När den læstadianska väckelsen tog fart i mitten av 1840-talet fick Lars Levi Læstadius mindre tid för naturvetenskapliga studier. Någon längre botanisk exkursion företog han inte efter färden över fjället med den franska expeditionen 1838, men han fortsatte att samla växter under sina ämbetsresor. I slutet av 1850-talet publicerade han också några vetenskapliga arbeten i Botaniska notiser, bland annat om släktena Sparganium och Agrostis. Nu botaniserade han allt oftare i sitt innehållsrika herbarium, snarare än ute i fält.
Lars Levi Læstadius har gett namn åt ett antal växter. Auktorsnamnet  Laest. kan användas för Lars Levi Læstadius i samband med ett vetenskapligt namn inom botaniken; se Wikipediaartiklar som länkar till auktorsnamnet.

## Utmärkelser
- Riddare av Franska Hederslegionen (RFrHLO)